# Halowe Mistrzostwa Europy w Lekkoatletyce 2015 – pięciobój kobiet
Pięciobój kobiet – jedna z konkurencji rozegranych podczas halowych lekkoatletycznych mistrzostw Europy w hali O2 Arena w Pradze.
Tytułu wywalczonego dwa lata temu w Göteborgu nie obroniła Francuzka Antoinette Nana Djimou.
Do zawodów wielobojowych zaproszono 15 wieloboistek, według następującego klucza:
- obrończyni tytułu (Francuzka Antoinette Nana Djimou)
- siedem czołowych Europejek na listach siedmioboistek w sezonie 2014 (Brytyjka Katarina Johnson-Thompson, Belgijka Nafissatou Thiam, Czeszka Eliška Klučinová, Niemka Carolin Schäfer – zdecydowała się na start pomimo śmierci partnera życiowego[3], Węgierka Xénia Krizsán – ostatecznie nie wystartowała oraz Holenderki Nadine Broersen i Anouk Vetter)
- siedem najwyżej sklasyfikowanych (według stanu na 24 lutego 2015) zawodniczek w pięcioboju w sezonie 2015 (Białorusinka Jana Maksimawa, Węgierka Györgyi Zsivoczky-Farkas, Ukrainka Alina Fiodorowa, Białorusinka Kaciaryna Necwiatajewa, Rosjanka Aleksandra Butwina, Brytyjka Morgan Lake oraz Rosjanka Anna Błank, która zastąpiła kontuzjowaną wiceliderkę europejskich tabel – Ukrainkę Anastasiję Mochniuk[4])
- z jednego kraju mogą wystąpić maksymalnie dwie lekkoatletki

## Rekordy
(Według stanu sprzed mistrzostw)
| Halowy rekord świata                 | Natala Dobrynśka | 5013 pkt. | Stambuł, Turcja   | 9 marca 2012  |
| Halowy rekord Europy                 | Natala Dobrynśka | 5013 pkt. | Stambuł, Turcja   | 9 marca 2012  |
| Rekord halowych mistrzostw Europy    | Carolina Klüft   | 4948 pkt. | Madryt, Hiszpania | 5 marca 2005  |
| Najlepszy wynik na świecie w sezonie | Jana Maksimawa   | 4742 pkt. | Homel, Białoruś   | 6 lutego 2015 |
| Najlepszy wynik w Europie w sezonie  | Jana Maksimawa   | 4742 pkt. | Homel, Białoruś   | 6 lutego 2015 |

## Terminarz
| Data    | Godzina | Runda                          |
| ------- | ------- | ------------------------------ |
| 6 marca | 9:45    | Bieg na 60 metrów przez płotki |
| 6 marca | 11:00   | Skok wzwyż                     |
| 6 marca | 13:15   | Pchnięcie kulą                 |
| 6 marca | 16:10   | Skok w dal                     |
| 6 marca | 17:35   | Bieg na 800 metrów             |

## Rezultaty

### Bieg na 60 m przez płotki
| Poz. | Bieg | Tor | Zawodniczka               | Reprezentacja   | Rezultat | Uwagi | Punkty |
| ---- | ---- | --- | ------------------------- | --------------- | -------- | ----- | ------ |
| 1.   | 1    | 8   | Katarina Johnson-Thompson | Wielka Brytania | 8,18     | PB    | 1088   |
| 2.   | 1    | 3   | Antoinette Nana Djimou    | Francja         | 8,25     |       | 1073   |
| 3.   | 1    | 4   | Nadine Broersen           | Holandia        | 8,31     | PB    | 1059   |
| 4.   | 1    | 6   | Anouk Vetter              | Holandia        | 8,33     | PB    | 1055   |
| 5.   | 1    | 2   | Nafissatou Thiam          | Belgia          | 8,42     | =     | 1035   |
| 6.   | 1    | 5   | Györgyi Zsivoczky-Farkas  | Węgry           | 8,45     |       | 1028   |
| 7.   | 2    | 2   | Alina Fiodorowa           | Ukraina         | 8,49     | PB    | 1019   |
| 8.   | 1    | 7   | Carolin Schäfer           | Niemcy          | 8,50     |       | 1017   |
| 9.   | 2    | 8   | Eliška Klučinová          | Czechy          | 8,53     | PB    | 1010   |
| 10.  | 2    | 5   | Kaciaryna Necwiatajewa    | Białoruś        | 8,55     | SB    | 1006   |
| 11.  | 2    | 4   | Anna Błank                | Rosja           | 8,73     | PB    | 967    |
| 12.  | 2    | 6   | Aleksandra Butwina        | Rosja           | 8,74     | SB    | 965    |
| 13.  | 2    | 7   | Jana Maksimawa            | Belgia          | 8,76     |       | 961    |
| 14.  | 2    | 3   | Morgan Lake               | Wielka Brytania | 8,81     | PB    | 950    |

### Skok wzwyż
| Poz. | Zawodniczka               | Reprezentacja   | Rezultat | Punkty | Uwagi | Suma po 2/5 |
| ---- | ------------------------- | --------------- | -------- | ------ | ----- | ----------- |
| 1.   | Katarina Johnson-Thompson | Wielka Brytania | 1,95     | 1171   | CB    | 2259        |
| 2.   | Morgan Lake               | Wielka Brytania | 1,92     | 1132   |       | 2082        |
| 3.   | Jana Maksimawa            | Belgia          | 1,89     | 1093   |       | 2054        |
| 4.   | Nafissatou Thiam          | Belgia          | 1,89     | 1093   | SB    | 2128        |
| 5.   | Eliška Klučinová          | Czechy          | 1,86     | 1054   |       | 2064        |
| 6.   | Antoinette Nana Djimou    | Francja         | 1,80     | 978    | SB    | 2051        |
| 7.   | Aleksandra Butwina        | Rosja           | 1,77     | 941    |       | 1906        |
| 7.   | Alina Fiodorowa           | Ukraina         | 1,77     | 941    |       | 1960        |
| 9.   | Györgyi Zsivoczky-Farkas  | Węgry           | 1,77     | 941    |       | 1969        |
| 10.  | Anna Błank                | Rosja           | 1,77     | 941    |       | 1908        |
| 11.  | Anouk Vetter              | Holandia        | 1,77     | 941    | PB    | 1996        |
| 12.  | Nadine Broersen           | Holandia        | 1,77     | 941    |       | 2000        |
| 13.  | Carolin Schäfer           | Niemcy          | 1,77     | 941    |       | 1958        |
| 14.  | Kaciaryna Necwiatajewa    | Białoruś        | 1,74     | 903    |       | 1909        |

### Pchnięcie kulą
| Poz. | Zawodniczka               | Reprezentacja   | #1    | #2    | #3    | Rezultat | Uwagi | Punkty | Suma po 3/5 |
| ---- | ------------------------- | --------------- | ----- | ----- | ----- | -------- | ----- | ------ | ----------- |
| 1.   | Alina Fiodorowa           | Ukraina         | 15,09 | x     | 14,97 | 15,09    |       | 867    | 2827        |
| 2.   | Eliška Klučinová          | Czechy          | 13,79 | 15,07 | x     | 15,07    | PB    | 866    | 2930        |
| 3.   | Antoinette Nana Djimou    | Francja         | 14,38 | 15,05 | 14,84 | 15,05    |       | 864    | 2915        |
| 4.   | Kaciaryna Necwiatajewa    | Białoruś        | 14,83 | 14,97 | 14,77 | 14,97    | PB    | 859    | 2768        |
| 5.   | Jana Maksimawa            | Belgia          | 14,72 | 14,39 | 14,96 | 14,96    | SB    | 858    | 2912        |
| 6.   | Aleksandra Butwina        | Rosja           | 14,96 | 14,43 | 14,47 | 14,96    |       | 858    | 2764        |
| 7.   | Anouk Vetter              | Holandia        | 14,34 | 14,80 | x     | 14,80    | PB    | 848    | 2844        |
| 8.   | Nafissatou Thiam          | Belgia          | 13,72 | 13,76 | 14,80 | 14,80    | PB    | 848    | 2976        |
| 9.   | Györgyi Zsivoczky-Farkas  | Węgry           | 14,20 | x     | 14,10 | 14,20    |       | 807    | 2776        |
| 10.  | Anna Błank                | Rosja           | 13,76 | 14,11 | 14,09 | 14,11    |       | 801    | 2709        |
| 11.  | Morgan Lake               | Wielka Brytania | 13,91 | x     | 13,62 | 13,91    | PB    | 788    | 2870        |
| 12.  | Carolin Schäfer           | Niemcy          | 12,25 | 12,05 | 13,41 | 13,41    | PB    | 755    | 2713        |
| 13.  | Katarina Johnson-Thompson | Wielka Brytania | 11,63 | 12,32 | 11,88 | 12,32    | =     | 682    | 2941        |
| –    | Nadine Broersen           | Holandia        | DNS   | DNS   | DNS   | –        | —     | —      | —           |

### Skok w dal
| Poz. | Zawodniczka               | Reprezentacja   | #1   | #2   | #3   | Wynik | Uwagi | Punkty | Suma po 4/5 |
| ---- | ------------------------- | --------------- | ---- | ---- | ---- | ----- | ----- | ------ | ----------- |
| 1.   | Katarina Johnson-Thompson | Wielka Brytania | 6,89 | x    | x    | 6,89  |       | 1135   | 4076        |
| 2.   | Nafissatou Thiam          | Belgia          | 6,17 | 6,17 | 6,33 | 6,33  | SB    | 953    | 3929        |
| 3.   | Anouk Vetter              | Holandia        | 5,61 | 6,29 | –    | 6,29  | PB    | 940    | 3784        |
| 4.   | Alina Fiodorowa           | Ukraina         | 5,93 | 6,22 | 6,21 | 6,22  |       | 918    | 3745        |
| 5.   | Eliška Klučinová          | Czechy          | 6,14 | 6,10 | 6,15 | 6,15  |       | 896    | 3826        |
| 6.   | Antoinette Nana Djimou    | Francja         | 6,07 | x    | 6,13 | 6,13  |       | 890    | 3805        |
| 7.   | Morgan Lake               | Wielka Brytania | 6,06 | 6,10 | x    | 6,10  |       | 880    | 3750        |
| 8.   | Györgyi Zsivoczky-Farkas  | Węgry           | 5,95 | x    | 6,10 | 6,10  |       | 880    | 3656        |
| 9.   | Anna Błank                | Rosja           | 6,03 | 5,97 | 5,86 | 6,03  |       | 859    | 3568        |
| 10.  | Aleksandra Butwina        | Rosja           | x    | 6,03 | 5,74 | 6,03  | SB    | 859    | 3623        |
| 11.  | Carolin Schäfer           | Niemcy          | 5,79 | 5,95 | 5,95 | 5,95  | SB    | 834    | 3547        |
| 12.  | Jana Maksimawa            | Belgia          | x    | 5,85 | 5,77 | 5,85  |       | 804    | 3716        |
| 13.  | Kaciaryna Necwiatajewa    | Białoruś        | 5,52 | 5,68 | x    | 5,68  |       | 753    | 3521        |

### Bieg na 800 m
| Poz. | Bieg | Tor | Zawodniczka               | Reprezentacja   | Czas    | Uwagi | Punkty |
| ---- | ---- | --- | ------------------------- | --------------- | ------- | ----- | ------ |
| 1.   | 2    | 5   | Katarina Johnson-Thompson | Wielka Brytania | 2:12,78 | PB    | 924    |
| 2.   | 1    | 4   | Anna Błank                | Rosja           | 2:13,04 | PB    | 921    |
| 3.   | 1    | 5   | Jana Maksimawa            | Belgia          | 2:13,67 | SB    | 912    |
| 4.   | 1    | 6   | Györgyi Zsivoczky-Farkas  | Węgry           | 2:13,91 | PB    | 908    |
| 5.   | 1    | 3   | Aleksandra Butwina        | Rosja           | 2:14,84 | SB    | 895    |
| 6.   | 1    | 2   | Kaciaryna Necwiatajewa    | Białoruś        | 2:15,00 |       | 893    |
| 7.   | 2    | 4   | Eliška Klučinová          | Czechy          | 2:17,26 | PB    | 861    |
| 8.   | 2    | 2   | Alina Fiodorowa           | Ukraina         | 2:20,38 | SB    | 818    |
| 9.   | 2    | 3   | Antoinette Nana Djimou    | Francja         | 2:22,78 |       | 786    |
| 10.  | 2    | 2   | Morgan Lake               | Wielka Brytania | 2:23,44 | PB    | 777    |
| 11.  | 2    | 6   | Nafissatou Thiam          | Belgia          | 2:24,23 |       | 767    |
| 12.  | 2    | 1   | Anouk Vetter              | Holandia        | 2:24,48 |       | 754    |
| –    | 1    | 1   | Carolin Schäfer           | Niemcy          | DNS     | DNS   | —      |

### Klasyfikacja finałowa
| Lp. | Zawodnik                  | Kraj            | Punkty | Uwagi |
| --- | ------------------------- | --------------- | ------ | ----- |
|     | Katarina Johnson-Thompson | Wielka Brytania | 5000   | ,     |
|     | Nafissatou Thiam          | Belgia          | 4696   | PB    |
|     | Eliška Klučinová          | Czechy          | 4687   | NR    |
| 4.  | Jana Maksimawa            | Białoruś        | 4591   |       |
| 5.  | Antoinette Nana Djimou    | Francja         | 4591   |       |
| 6.  | Györgyi Zsivoczky-Farkas  | Węgry           | 4564   |       |
| 7.  | Alina Fiodorowa           | Ukraina         | 4563   |       |
| 8.  | Anouk Vetter              | Holandia        | 4548   | PB    |
| 9.  | Morgan Lake               | Wielka Brytania | 4527   | SB    |
| 10. | Aleksandra Butwina        | Rosja           | 4518   | SB    |
| 11. | Anna Błank                | Rosja           | 4489   | PB    |
| 12. | Kaciaryna Necwiatajewa    | Białoruś        | 4414   |       |
|     | Carolin Schäfer           | Niemcy          | DNF    | —     |
|     | Nadine Broersen           | Holandia        | DNF    | —     |